# ソン・ヒョンチョル (アイスホッケー)
ソン・ ヒョンチョル（1996年1月28日 - ）は、韓国出身のプロアイスホッケー選手。ポジションはディフェンス。アジアリーグアイスホッケーのHLアニャンに所属。

## 経歴
景城高等学校から延世大学へ進学。
2017-2018シーズンからアジアリーグアイスホッケーの安養ハルラに入団。
2023-2024シーズンはシーズン終了後の2024年3月26日にはアジアリーグのベストDFを受賞した。　プレーオフではチームが2シーズン連続となる8度目の優勝を果たし、ソンも優勝を経験することになった。

## 詳細情報

### 表彰
アジアリーグアイスホッケー
- ベストDF：1回（2023-24）